# 매드 썬
매드 썬(Il giustiziere della strada, Exterminators Of The Year 3000)은 스페인에서 제작된 지울리아노 카르니메오 감독의 1983년 액션, SF 영화이다. 앨리시아 모로 등이 주연으로 출연하였다.

## 출연

### 주연
- 앨리시아 모로

### 조연
- 루치아노 피고찌
- 에두아르도 파자르도
- 페르난도 빌바오
- 베릴 커닝햄
- 루카 베난티니
- 애너 오소
- 베난티노 베난티니
- 로먼 아리즈나바레타
- 프랑코 마리아 살라몬

## 제작진
- 의상: 루시아나 마리누치